# Wywołanie podprogramu
Wywołanie podprogramu, to przekazanie sterowania w programie komputerowym do wybranego podprogramu. Taka operacja definiowana jest w kodzie źródłowym w odpowiedni sposób określony w składni konkretnego języka programowania. Wywołanie podprogramu, w skompilowanym, gotowym programie komputerowym, wiąże się z niejawnym wykonaniem szeregu akcji dodatkowych, takich między innymi jak skojarzenie argumentów zawartych w wywołaniu z odpowiednimi parametrami wyspecyfikowanymi w deklaracji podprogramu, a także umieszczenie na stosie niezbędnego adresu umożliwiającego powrót z podprogramu do miejsca wywołania oraz wiele innych kwestii i szczegółów technicznych.

## Rodzaje wywołania
W tych językach, w których wyróżnia się instrukcję i wyrażanie jako odrębne pojęcia składniowe (np. Pascal, Visual Basic, VBA, Modula 2 i inne), rozróżnić można wywołanie podprogramu:
- w instrukcji wywołania,
- w wyrażeniu, do którego podprogram przekazuje wartość.

Przykład w języku Turbo Pascal:
```
uses
 
Crt
,
 
MyUnit
;

var
 
x
 
:
 
integer
;

begin

  
write
(
'x='
)
;
 
readln
(
x
)
;
 
{ 1 }

  
x
:=
1
+
Licz
(
x
)
;
           
{ 2 }

  
writeln
(
'New x is '
,
x
)
  
{ 3 }

end
.

```

W powyższym przykładzie mamy w kolejnych liniach kodu źródłowego następujące wywołania podprogramów:
1. wywołanie dwóch podprogramów bibliotecznych write i readln, w instrukcji wywołania,
2. wywołanie podprogramu Licz pobranego z modułu MyUnit, w wyrażeniu zawartym w instrukcji przypisania,
3. wywołanie podprogramu bibliotecznego writeln, w instrukcji wywołania,

## Wywołanie w wyrażeniu
Natomiast w innych językach, takich jak np. C, C++ i pochodne, Icon, Algol 68 i inne, wywołanie podprogramu dokonywane jest zawsze w wyrażeniu, nawet jeżeli jest to wywołanie proceduralne w odrębnej linii kodu bez przypisania zwracanej przez podprogram wartości (tj. z jej ignorowaniem). Takie wywołanie bowiem stanowi instrukcję wyrażeniową, na którą składa się wyrażenie zakończone odpowiednim ogranicznikiem instrukcji, tzn. terminatorem lub separatorem, w zależności od przyjętych przez autorów języka rozwiązań.
Przykład w języku C:
```
#include
 
"stdio.h"

int
 
licz
(
int
 
x
);

int
 
main
(
void
)

{

   
int
 
x
;

   
scanf
(
"x=%d
\n\r
"
,
 
x
);
     
/* 1 */

   
x
 
=
 
1
 
+
 
licz
(
x
);
             
/* 2 */

   
printf
(
"New x is %d"
,
 
x
);
 
/* 3 */

}

```

W powyższym przykładzie mamy w kolejnych liniach kodu źródłowego następujące wywołania w wyrażeniach:
1. wywołanie standardowej funkcji scanf w instrukcji wyrażeniowej, wyrażenie składa się wyłącznie z wywołania tej funkcji,
2. wywołanie niestandardowej funkcji licz w instrukcji wyrażeniowej, wyrażenie składa się z operacji przypisania, dodawania i wywołania tej funkcji,
3. wywołanie standardowej funkcji printf w instrukcji wyrażeniowej, wyrażenie składa się wyłącznie z wywołania tej funkcji.

## Szczegóły implementacje
Różny sposób implementacji wywołania podprogramu w różnych systemach programowania skutkować może ich niezgodnością i brakiem możliwości programowania hybrydowego. Przykładem takiej niezgodności są różne konwencje zastosowanie dla języka C i Pascal, które dla uzyskania odpowiedniej zgodności wymuszają stosowanie dodatkowych modyfikatorów, powodujących zmianę sposobu kompilacji podprogramu, umożliwiającą zastosowanie podprogramu w innym systemie programowania. Za przykład mogą posłużyć kompilatory firmy Borland serii Turbo, w tym Turbo C i Turbo Pascal. Aby skompilować funkcję C, dostosowaną do konwencji języka Pascal, należy zastosować niestandardowy dla tego języka modyfikator pascal w deklaracji funkcji.
| kompilacja dla systemu:                    | Turbo C                              | Turbo Pascal                         |
| ------------------------------------------ | ------------------------------------ | ------------------------------------ |
| modyfikator w Turbo C                      | cdecl                                | pascal                               |
| odkładanie argumentów na stos              | od prawej do lewej                   | od lewej do prawej                   |
| zdejmowanie argumentów ze stosu            | funkcja wywołująca                   | funkcja wywoływana                   |
| nazwa funkcji przekazywana konsolidatorowi | poprzedzona znakiem podkreślenia "_" | nie poprzedzona znakiem podkreślenia |
| nazwa funkcji                              | bez zmian                            | zmiana małych liter na wielkie       |